# Râul Fărău
Râul Fărău este un curs de apă, afluent al râului Mureș. 

## Hărți
- Harta Județul Alba